# Cetoraz
Obec Cetoraz (německy Zetoras) se nachází 28 km západně od Pelhřimova a 4 km jihozápadně od Pacova v okrese Pelhřimov v Kraji Vysočina. Žije zde 326 obyvatel.

## Historie
První písemná zmínka o obci pochází z roku 1307. Římskokatolická farnost Cetoraz zde byla ustanovena již ve 14. století.

## Pamětihodnosti
- Kostel svatého Václava na severním kraji vesnice
- Deymova hrobka
- Fara

## Rekreace
Obec Cetoraz je oblíbeným rekreačním místem, nacházejí se zde dvě větší chatové oblasti. První v blízkosti Pilního rybníka směrem na Pacov, druhá v údolí kolem rybníka Valcha. Podle OÚ Cetoraz se zde nachází kolem 220 rekreačních chat, většina z nich je v soukromém vlastnictví.

## Významní rodáci
- Leander Čech – národní buditel, středoškolský profesor, literární historik, kritik a teoretik.